# Flätning (runsten)

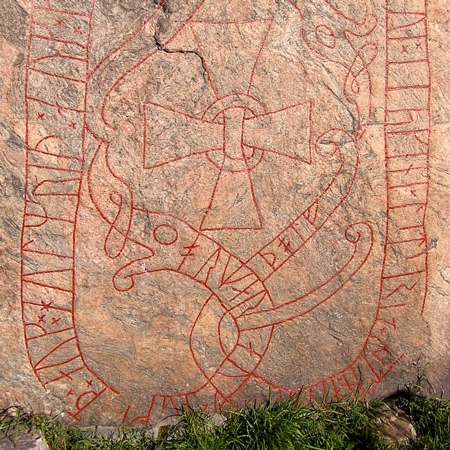
Huvud binds mot svans i en enkel flätning, Sö109

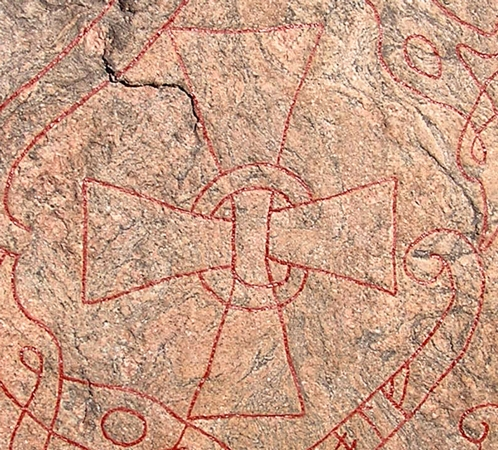
Flätat ringkors, Sö109

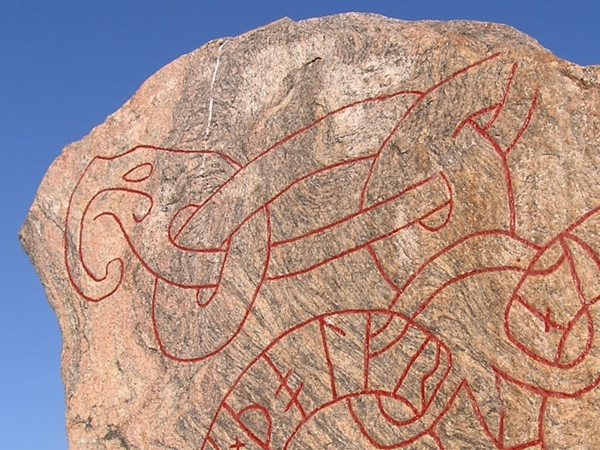
Drakens kropp delar sig bakom huvudet och utgör en ändlös fläta. Sö109

Flätning är den vanligaste bindningstekniken på en runsten. Rundjurets kropp ligger i slingor och korsar sig själv i en regelbunden över–under följd, som tuskaft i en väv. När stenen innehåller ett flertal djur gäller samma regel: ett djur som har passerat under en kropp måste i nästa skede gå över. När två kroppar korsar en tredje går den ena över och den andra under.
Detta låter till synes enkelt men blir ytterst komplicerat på stenar som innehåller ett flertal slingrande rundjur som dessutom kan vara sammanflätade med band och ett antal andra ormar. Inget av djuren få passera två gånger i rad under (eller över) sig själv, även när det ligger ett antal korsningar med andra djur emellan.
En annan regel är att ett rundjur alltid vänder en och samma sida mot betraktaren. Hur det än slingrar sig så vänder det inte på kroppen. Undantaget är ett djur som delar sig, flätas och växer ihop igen. Detta kan inte åstadkommas utan en vridning. Flätad ornamentik förekommer även på en del kors, bandslingor och bladrankor.
Dåligt huggna stenar (ofta förfalskningar) känns igen på felaktig flätning. 
Bilden av det flätade korset (till höger) innehåller två huggnings- eller målningsfel.
1. Ringen ligger över den nedre korsarmen, då ska korsarmens linjer brytas av ringen.
2. Drakens nosflik (i nedre vänstra hörnet) ligger över hans huvud och ska täcka båda linjer.

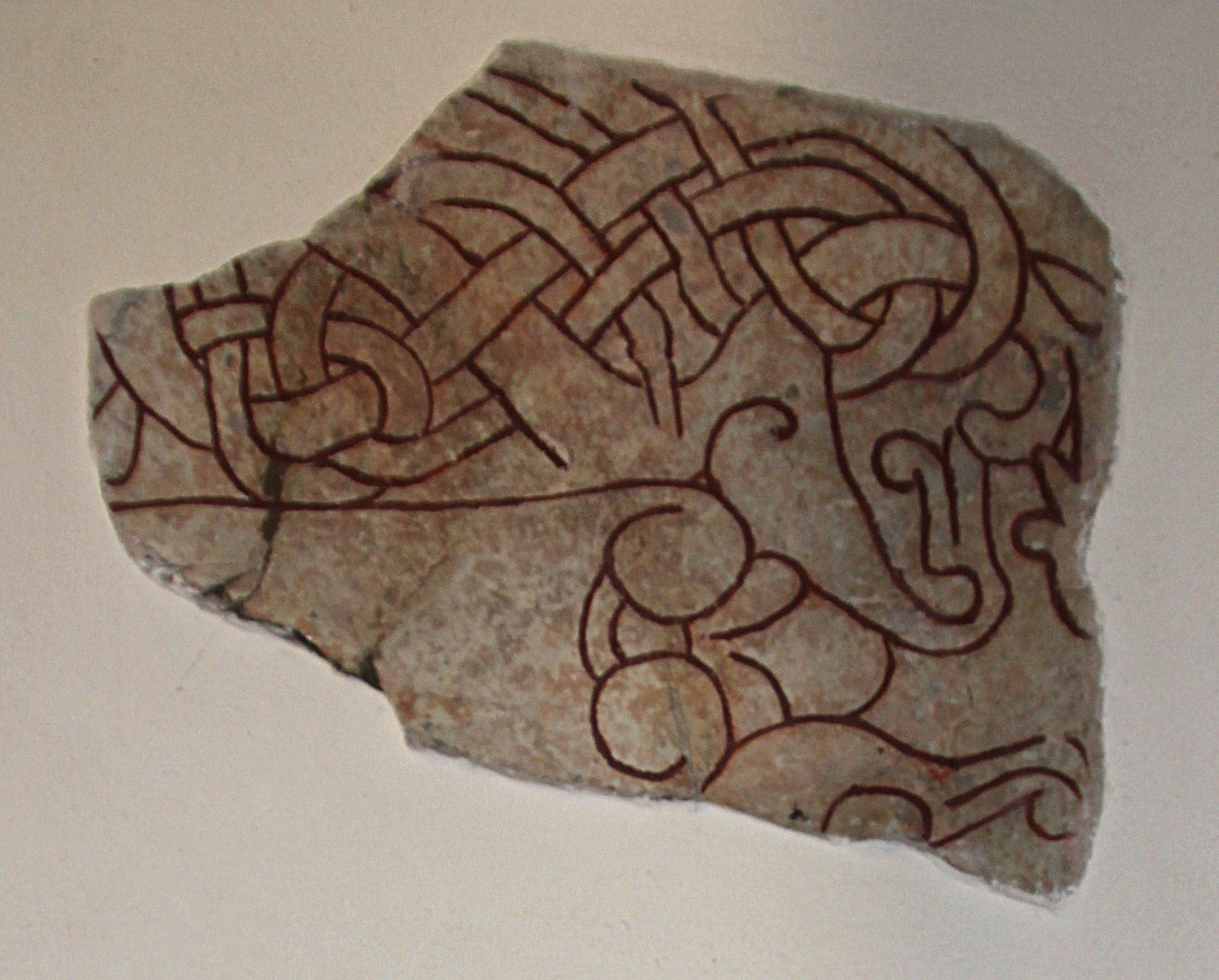
Flätade slingor på Sö 371 i Ludgo kyrka.